# Stipa jacquemontii
Stipa jacquemontii är en gräsart som beskrevs av Hippolyte François Jaubert och Édouard Spach. Stipa jacquemontii ingår i släktet fjädergrässläktet, och familjen gräs. Inga underarter finns listade i Catalogue of Life.